# 王玉锁
王玉锁（1964年3月—），河北霸州人，汉族，中华人民共和国政治人物、第九届、第十届、第十一届、第十二届全国政协委员，新奥燃气董事長。
加入中国民主建国会，担任十一届全国政协常务委员、中国民间商会副会长、河北省工商联副主席。2008年，当选第十一届全国政协常务委员，代表中华全国工商业联合会，分入第二十一组。并担任经济委员会专委。